# Leo Castro
Leonardo Fabio Castro Loaiza (El Tambo, Cauca; 14 de junio de 1992), más conocido por su hipocorístico Leo Castro, es un futbolista colombiano. Juega como delantero centro en Millonarios de la Categoría Primera A de Colombia.

## Orígenes y formación

### Origen
Castro, nació en el municipio de El Tambo en el departamento del Cauca, en busca de un mejor futuro para él y sus padres se fueron a vivir a la ciudad de Pereira. Castro, no pudo culminar la primaria y empezó a trabajar a una corta edad. Su primer trabajo fue como obrero, después, trabajó llevando productos agrícolas a diferentes fincas del Eje Cafetero, y finalmente trabajó en la Empresa de Aseo de Pereira, donde
recogió basura por toda la ciudad. Por las tardes, entrenaba con el equipo de la empresa, con la que jugó la Copa Ciudad de Pereira en el año 2014; donde quedó de goleador y fue nombrado como el mejor jugador del torneo.

### Inicios
Castro fue a probar en tres clubes profesionales: Barranquilla FC, Envigado FC y La Equidad, donde por diversas razones, no logró quedar. Sin embargo, y tras recién haber cumplido 22 años de edad fue fichado por el Deportivo Pereira gracias a que el utilero del club matecaña le consiguió una prueba, empezando de este modo su carrera en el fútbol profesional.

## Carrera en clubes

### Deportivo Pereira
En su primera temporada, el caucano jugó 19 partidos y marcó 12 goles. Consolidándose como uno de los mejores jugadores del equipo. 
En 2015, sería aún mejor; ya que jugaría 36 partidos y anotaría 18 goles, quedando así como goleador y figura de su equipo. Además, sería el tercer mejor goleador de ese año en la Primera B. Así, Castro acabó de gran manera su etapa en el Deportivo Pereira, donde llegó como un jugador a prueba y terminó como goleador y un referente para la afición del equipo matecaña.

### Independiente Medellín
Tras un gran año, donde fue figura y goleador del Deportivo Pereira, siendo considerado como uno de los mejores jugadores de la Primera B; Leonardo sería fichado por Independiente Medellín. 
En el equipo "Poderoso", se hace rápidamente un espacio en el once titular, teniendo un gran arranque, ya que anotó 9 goles en sus primeros partidos del semestre, destacándose con un doblete en el Clásico paisa y ayudando a su equipo a ganarle 2-1 al Atlético Nacional. 
En su primer semestre con el Medellín, Leonardo ganaría su primer título como profesional, obteniendo el Torneo Apertura 2016, siendo él una de las figuras del plantel.
Tras una excelente actuación en 2016 y una actuación aceptable en 2017, las lesiones constantes no le permitieron retomar su buen nivel, por lo que en 2021 abandonó el club, dejando como imagen sus actuaciones en 2016 que aportaron a la sexta estrella del cuadro antioqueño.

### Deportivo Pereira (2.ª Etapa)
Después de su salida del DIM, regresó al Deportivo Pereira, donde el cambio de aire le sentaría bien, convirtiéndose en uno de los goleadores del Torneo Apertura 2022, marcando el primer triplete de su carrera y terminando como el máximo goleador de su equipo con 9 tantos en 16 partidos. Para el segundo semestre, Castro estuvo a escasos detalles de fichar con Millonarios; sin embargo, tendría su mejor actuación goleadora en primera división, anotando 15 goles, lo que le permitió ser botín de oro del semestre y ser influyente en la histórica campaña del Deportivo Pereira, que le permitió, el 7 de diciembre de 2022, coronarse como campeón del Torneo Finalización, derrotando en la final a su exequipo, Independiente Medellín, en la tanda de penales, logrando así la primera estrella para los Matecañas.

### Millonarios

#### 2023
El 10 de diciembre de 2022 se confirma su vinculación con Millonarios, firmando por 3 años con el equipo capitalino. La firma del delantero se da luego de un intento fallido de contratar al delantero en junio de 2022, y de disputar mano a mano la negociación con el Junior de Barranquilla. Finalmente, en 2023, Leonardo debutó con el equipo Embajador en los tres torneos que enfrentó el Albiazul durante el primer semestre: Copa Libertadores, Copa Sudamericana y Liga. En total, logró marcar 10 goles, culminando el semestre con la conquista del Torneo Apertura 2023, al vencer a uno de los rivales más enconados del club capitalino, Atlético Nacional.
En el segundo semestre del año, Leonardo se consagró como el máximo goleador de la Copa Colombia, torneo en el que su equipo alcanzó la final. En un partido emocionante contra Atlético Nacional, el Albiazul iba ganando hasta el minuto 90´, pero en el tiempo de adición, Nacional logró empatar y, finalmente, el equipo capitalino perdió el título en la tanda de penales. A pesar de este trago amargo, Leonardo cerró el año con un total de 22 goles, reafirmando su gran rendimiento a lo largo de toda la temporada;  a tal punto que fue convocado por el entrenador de la Selección Colombia para afrontar las Eliminatorias mundialistas en dos oportunidades.

#### 2024
En 2024, Leonardo inició la temporada con el pie derecho, siendo parte fundamental en la conquista de la Superliga, donde anotó el gol que le dio el título a su equipo frente a Junior de Barranquilla. En la Liga, continuó demostrando su capacidad goleadora, sumando un total de 18 goles y estando cerca de clasificar a las finales tanto del Torneo Apertura como del Torneo Finalización. Internacionalmente, su rendimiento también destacó, marcando 3 goles en competiciones Conmebol. Al final del año, Leonardo cerró la temporada con 22 goles, reafirmando su regularidad y su importancia dentro del equipo, consolidándose como uno de los máximos referentes del fútbol colombiano.

#### 2025
En la fecha 11 del Torneo Apertura, pocos minutos después de anotar frente al onceno de Alianza Valledupar FC el gol que lo convirtió parcialmente en el goleador en solitario de la Liga, Castro sufrió una grave lesión en el peroné, lo que lo aleja de las canchas hasta el mes de agosto del presente año. Dicha anotación fue la quincuagésima que anota con Millonarios, lo que lo ubicó en la casilla número 24 de los goleadores históricos.

## Selección nacional

### Categorías inferiores
Leonardo Castro hizo parte de la Selección Colombia Sub-21 que logró el oro en los XXIII Juegos Centroamericanos y del Caribe, siendo una de las figuras del equipo y su segundo capitán. Anotó el gol que le dio el título a la selección colombiana en la final ante la selección venezolana con un potente remate de tiro libre.
El 7 de octubre de 2023 fue confirmada su convocatoria a la Selección absoluta de Colombia para afrontar los juegos correspondientes a la 3.ª y 4.ª fecha de las Clasificatorias mundialistas para el Mundial de 2026 en reemplazo de Diego Valoyes.

#### Participaciones en Centroamericanos y del Caribe
| Competición                          | Sede                   | Resultado | PJ | GA | Asis |
| ------------------------------------ | ---------------------- | --------- | -- | -- | ---- |
| Juegos Centroamericanos y del Caribe | Barranquilla, Colombia | Campeón   | 3  | 2  | 0    |

### Participaciones enEliminatorias al Mundial
| Competición                                | Sede del Mundial                | Posición      | Resultado  | PJ                                | GA | Asis |
| ------------------------------------------ | ------------------------------- | ------------- | ---------- | --------------------------------- | -- | ---- |
| Eliminatorias Mundial de Norteamérica 2026 | Estados Unidos, México y Canadá | 6°lugar 22pts | En disputa | 0 (2 convocatorias como suplente) | 0  | 0    |

## Estadísticas

### Clubes
Actualizado al último partido disputado el 30 de marzo de 2025.
| Club                              | Div.                | Temporada           | Liga  | Liga  | Copas | Copas | Internacional | Internacional | Total | Total | Prom. · |
| Club                              | Div.                | Temporada           | Part. | Goles | Part. | Goles | Part.         | Goles         | Part. | Goles | Prom. · |
| --------------------------------- | ------------------- | ------------------- | ----- | ----- | ----- | ----- | ------------- | ------------- | ----- | ----- | ------- |
| Deportivo Pereira · Colombia      | 2.º                 | 2014                | 19    | 12    | 3     | 0     | -             | -             | 22    | 12    | 0,54    |
| Deportivo Pereira · Colombia      | 2.º                 | 2015                | 36    | 18    | 4     | 0     | -             | -             | 40    | 18    | 0,45    |
| Independiente Medellín · Colombia | 1.º                 | 2016                | 29    | 12    | 4     | 4     | 3             | 1             | 36    | 17    | 0,48    |
| Independiente Medellín · Colombia | 1.º                 | 2017                | 25    | 3     | 8     | 0     | 7             | 2             | 40    | 5     | 0,12    |
| Independiente Medellín · Colombia | 1.º                 | 2018                | 29    | 8     | 2     | 0     | 2             | 0             | 33    | 8     | 0,24    |
| Independiente Medellín · Colombia | 1.º                 | 2019                | 15    | 2     | 0     | 0     | 2             | 0             | 17    | 2     | 0,11    |
| Independiente Medellín · Colombia | 1.º                 | 2020                | 10    | 4     | 4     | 1     | 8             | 2             | 22    | 7     | 0,31    |
| Independiente Medellín · Colombia | 1.º                 | 2021                | 26    | 2     | 1     | 0     | -             | -             | 27    | 2     | 0,07    |
| Independiente Medellín · Colombia | Total               | Total               | 134   | 31    | 19    | 5     | 22            | 5             | 175   | 41    | 0,23    |
| Deportivo Pereira · Colombia      |                     |                     |       |       |       |       |               |               |       |       |         |
| 1.º                               | 2022                | 42                  | 24    | 2     | 1     | -     | -             | 44            | 25    | 0,57  |         |
| Total                             | Total               | 97                  | 54    | 9     | 1     | 0     | 0             | 106           | 55    | 0,52  |         |
| Millonarios · Colombia            | 1.º                 | 2023                | 38    | 11    | 8     | 7     | 8             | 4             | 54    | 22    | 0,41    |
| Millonarios · Colombia            | 1.º                 | 2024                | 35    | 18    | 4     | 1     | 4             | 3             | 43    | 22    | 0,53    |
| Millonarios · Colombia            | 1.º                 | 2025                | 10    | 6     | 0     | 0     | 1             | 0             | 11    | 6     | 0,54    |
| Millonarios · Colombia            | Total               | Total               | 83    | 35    | 12    | 8     | 13            | 7             | 108   | 50    | 0,46    |
| Total en su carrera               | Total en su carrera | Total en su carrera | 314   | 120   | 40    | 14    | 35            | 12            | 389   | 146   | 0,37    |

#### Tripletes
| 1 | 30 de enero de 2022 | Estadio La Independencia | Patriotas Boyacá - Deportivo Pereira |  | 2-3 | Primera División de Colombia |

### Selección de Colombia
| Sub-21 · Colombia                                                                                      | 2018                       | — | — | 3 | 2 | — | — | 3 | 2 |
| Sub-21 · Colombia                                                                                      | Total                      | 0 | 0 | 3 | 2 | 0 | 0 | 3 | 2 |
| Absoluta · Colombia                                                                                    | 2023                       | — | — | 0 | 0 | — | — | 0 | 0 |
| Absoluta · Colombia                                                                                    | Total                      | 0 | 0 | 0 | 0 | 0 | 0 | 0 | 0 |
| Total Selecciones Colombia                                                                             | Total Selecciones Colombia | 0 | 0 | 3 | 2 | 0 | 0 | 3 | 2 |
| (1) Incluye: Juegos Centro y del Caribe y la Clasificación de Conmebol para la Copa Mundial de Fútbol. |                            |   |   |   |   |   |   |   |   |

## Palmarés y distinciones

### Campeonatos nacionales
| Título                | Equipo                 | País     | Año  |
| --------------------- | ---------------------- | -------- | ---- |
| Torneo Apertura       | Independiente Medellín | Colombia | 2016 |
| Copa Colombia         | Independiente Medellín | Colombia | 2019 |
| Copa Colombia         | Independiente Medellín | Colombia | 2020 |
| Torneo Finalización   | Deportivo Pereira      | Colombia | 2022 |
| Torneo Apertura       | Millonarios            | Colombia | 2023 |
| Superliga de Colombia | Millonarios            | Colombia | 2024 |

### Torneos internacionales
| Título                               | Equipo          | Sede         | Año  |
| ------------------------------------ | --------------- | ------------ | ---- |
| Juegos Centroamericanos y del Caribe | Colombia Sub-21 | Barranquilla | 2018 |

### Distinciones individuales
| Distinción                          | Año  |
| ----------------------------------- | ---- |
| Botín de Oro de Torneo Finalización | 2022 |
| Goleador Copa Colombia              | 2023 |
| XI Ideal ACOLFUTPRO                 | 2023 |
| Goleador Superliga de Colombia (*)  | 2024 |

Nota: * Distinción compartida con otro jugador.